# Tabanus circumalbatus
Tabanus circumalbatus är en tvåvingeart som beskrevs av Schuurmans Stekhoven 1932. Tabanus circumalbatus ingår i släktet Tabanus och familjen bromsar. Inga underarter finns listade i Catalogue of Life.